# Sean Lanigan
Sean Lanigan (* 21. August 1967) ist ein englischer Snookerspieler aus Coventry, der zwischen 1991 und 1999 mit Unterbrechungen Profispieler war und in dieser Zeit Rang 80 der Snookerweltrangliste erreichte.

## Karriere
Ab Mitte der 1980er-Jahre nahm Lanigan an britischen Amateurturnieren teil. Sein erster großer Erfolg war die Finalteilnahme bei der English Amateur Championship 1987, wo er gegen Mark Rowing verlor. Anschließend durfte er auch an der Amateurweltmeisterschaft teilnehmen, schied dort aber knapp in der Gruppenphase aus. In dieser Zeit versuchte er auch, sich über die WPBSA Pro Ticket Series für die Profitour zu qualifizieren, was ihm aber nicht gelang. Erst als 1991 der Weltverband sportliche Qualifikationsbeschränkungen für die Profitour entfallen ließ, wurde er tatsächlich Profispieler.
Nachdem Lanigan in seiner ersten Saison stets in der Qualifikation ausschied, erreichte er in seiner zweiten Spielzeit erste Hauptrunden. Gleichzeitig stellte er auch einen Negativrekord auf, während er bei dem zweiten Event der Strachan Challenge mit 0:5 gegen Tony Drago in der Qualifikation verlor. Mit nur 34 Minuten stellte die Partie einen Rekord für das schnellste Snookerspiel im Modus Best of 9 Frames auf. Nachdem er in der folgenden Saison seine Form in etwa halten konnte, verbesserte er sich auf der Weltrangliste auf Rang 80, die beste Platzierung seiner Karriere. Danach mehrten sich aber wieder die Qualifikatiosniederlagen, wodurch er bis 1997 auf der Weltrangliste bis auf Rang 140 abrutschte. Da zeitgleich eine Modusänderung auf der Profitour eintrat, verlor er seine Spielberechtigung für die eigentliche Profitour.
Da es ihm auch nicht gelang, diese Spielberechtigung direkt über die WPBSA Qualifying School wiederzuerlangen – im ersten Event kam er zwar sogar bis ins Gruppenfinale, verlor aber gegen Mark Gray. Letztlich musste er in der nächsten Saison auf der UK Tour spielen. Seine Ergebnisse reichten aus, um danach wieder auf die erstklassige Tour zurückkehren zu können. Trotzdem verlor er aber wieder stets in der Qualifikation aller Turniere, sodass er nur auf Platz 165 der Weltrangliste geführt wurde und somit erneut die Spielberechtigung verlor. Danach spielte er noch bis 2005 auf der UK Tour, die währenddessen in Challenge Tour umbenannt wurde und später von der Pontin’s International Open Series abgelöst wurde. Sowohl 2013 als auch 2016 nahm Lanigan an der World Seniors Championship teil. Seit 2018 nimmt er an der World Seniors Tour teil, die auch andere Seniorenturniere als die World Seniors Championship umfasst.

## Erfolge
| Ausgang         | Jahr | Turnier                              | Finalgegner  | Ergebnis |
| --------------- | ---- | ------------------------------------ | ------------ | -------- |
| Amateurturniere |      |                                      |              |          |
| Sieger          | 1987 | English Amateur Championship – South | Paul Maskell | 8:6      |
| Zweiter         | 1987 | English Amateur Championship         | Mark Rowing  | 11:13    |
| Zweiter         | 1997 | WPBSA Qualifying School – Event 1    | Mark Gray    | 4:5      |